# Chaînon Carson

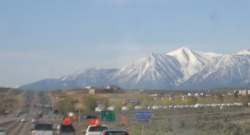

Le chaînon Carson, en anglais Carson Range, est une chaîne qui s'étend majoritairement au Nevada mais aussi en Californie. Elle fait partie de l'ensemble montagneux de la Sierra Nevada et mesure 84 km de long pour 35 de large. Son point culminant est le pic Freel (3 316 m). Elle comprend deux autres sommets de plus de 3 000 mètres d'altitude : le mont Rose (3 285 m) et le pic Monument (3 068 m).